# Aube
Aube (яп. オウブ) — японский музыкальный проект в стиле индастриал-нойз/нойз-эмбиент/джапанойз, единственный участник — Акифуми Накадзима (яп. 中嶋昭文) (13 января 1959 — 25 сентября 2013). Для записи альбомов используются звуки, издаваемые определёнными предметами или группой предметов, как то: вода, камни, ветер, флюоресцентные лампы, кардиографы, энцефалографы, страницы книг, огонь и пр. Каждый альбом представляет собой законченное тематически и музыкальное произведение, отличающееся продуманной концепцией.

## Дискография (не полная)
- 1992 — Drip.
- 1993 — Fflood-Gate.
- 1994 — Purification To Numbness.
- 1995 — Re-Chant — De-Coda.
- 1995 — Magnetostriction.
- 1995 — Ukiyo (with Die Form).
- 1995 — Wired Trap.
- 1996 — Dispersive Granule Global Construction (with Grunt).
- 1996 — Infinitely Orbit.
- 1996 — Metal de Metal.
- 1996 — The Mind Of A MIssile.
- 1997 — Dazzle Reflexion.
- 1997 — New Forms Of Free Entertainment (with Lasse Marhaug).
- 1997 — Stared Gleam.
- 1998 — Blood-Brain Barrier.
- 1998 — Embers.
- 1998 — Evocation.
- 1998 — Flare.
- 1998 — Flush.
- 1998 — Mutation (Zbigniew Karkowski).
- 1998 — Pages From The Book.
- 1998 — Splinder Clear Cut (with Haters).
- 1998 — Still Contemplation — Mort Aux Vaches.
- 2000 — Millennium, серия из 12 альбомов, посвящённых каждому месяцу года и записанных при помощи огня, воды, ветра.
- 2005 — Reworks Maurizio Bianchi.
- 2005 — Reworks Stefano Gentile.
- 2006 — Comet.
- 2007 — Ambera Planeta WAWAR.